# Carlos Ollero Gómez
Carlos Ollero Gómez (Carrión de los Condes, Palencia, 1 de diciembre de 1912-Madrid, 1 de diciembre de 1993) fue un jurista y politólogo español, catedrático de Teoría del Estado y Derecho Constitucional.

## Trayectoria profesional
Estudió Derecho en la Universidad de Sevilla, junto con Filosofía y Letras. Además se doctoró en Ciencias Políticas. En 1945 obtuvo la cátedra de Derecho Político de la Universidad de Barcelona y en 1953 la de Teoría del Estado en la Universidad Complutense. Fue senador por designación real entre 1977 y 1979, integrante del Grupo Independiente del Senado.
La Transición Española debía hacerse "de la ley a la ley", como indicaba Torcuato Fernández-Miranda. Adolfo Suárez pidió propuestas para esta Ley para la Reforma Política. Estos trabajos debían ser entregados entre el 9 y el 12 de agosto de 1976. Uno de los borradores se le pidió al catedrático Carlos Ollero. Esta propuesta fue consensuada con partidos de la oposición y fue conocida como el documento Ollero.
Fue decano de la Facultad de Ciencias Políticas y Económicas de la Universidad Complutense de Madrid, miembro del Consejo Privado de Juan de Borbón, vicepresidente del Consejo del Reino (1977) y consejero del Tribunal de Cuentas del Estado (1982-1991), presidiendo la sección de enjuiciamiento civil desde 1988. Colegiado de honor en el Colegio Nacional de Doctores y Licenciados en Ciencias Políticas y Sociología. Ingresó en la Real Academia de Ciencias Morales y Políticas en marzo de 1966, con la lectura del discurso Dinámica social. Desarrollo económico y forma política (la monarquía siglo xx). Fue también correspondiente de la Academia Nacional de Ciencias Morales y Políticas de Venezuela. Dirigió la Revista de Estudios Políticos y fundó y dirigió el Boletín Informativo de Ciencia Política. Fue director del Centro de Documentación Política y Constitucional. Escribió artículos en la Revista de Información Jurídica.
Durante la época de la Transición fue senador, siendo portavoz del Grupo Parlamentario Agrupación Independiente (GPAI).

## Obras
- La relativización actual de los principios políticos (1951)
- Ciencia política y sociología (1954)
- Introducción al Derecho político, ciencia jurídica y sociología (1954)
- El constitucionalismo de la postguerra
- La sociedad y la política como tema literario, reflexión en torno a Balzac.
- Dinámica social, desarrollo económico y régimen político
- Principios de ciencia política